# Suwa-See
Der Suwa-See (japanisch 諏訪湖, Suwa-ko) ist ein See  im zentralen Teil der Präfektur Nagano in Japan. 31 Flüsse führen dem See Wasser zu, der Tenryū ist der einzige Abfluss.
An dem See tritt Omi-watari (jap. 御神渡り), ein seltenes Naturschauspiel, auf. Der See hat unter seiner Oberfläche eine Thermalquelle, so dass das Tiefenwasser auch bei gefrorener Oberfläche warm ist und zirkuliert. Dies führt wegen der geringen Wassertiefe dazu, dass durch den Druck auf der Eisdecke linienförmige Aufwerfungen von 30 cm oder mehr Höhe entstehen. Die Legende sagt, dass diese Wälle durch die Götter auf dem Weg über den See zwischen den  verschiedenen Gebäuden des Suwa-Taisha gebildet werden.
Die Seeoberfläche befindet sich auf 759 m. Die Oberfläche des Sees ist 12,8 km² (24. Platz in Japan), der Umfang beträgt 17 km, die maximale Tiefe 7,6 und die mittlere Tiefe 4,7 m. Der See enthält 0,063 km³ Wasser. 

## Umliegende Gemeinden
- Okaya
- Suwa
- Shimosuwa

## Suwa-See als künstlerisches Motiv

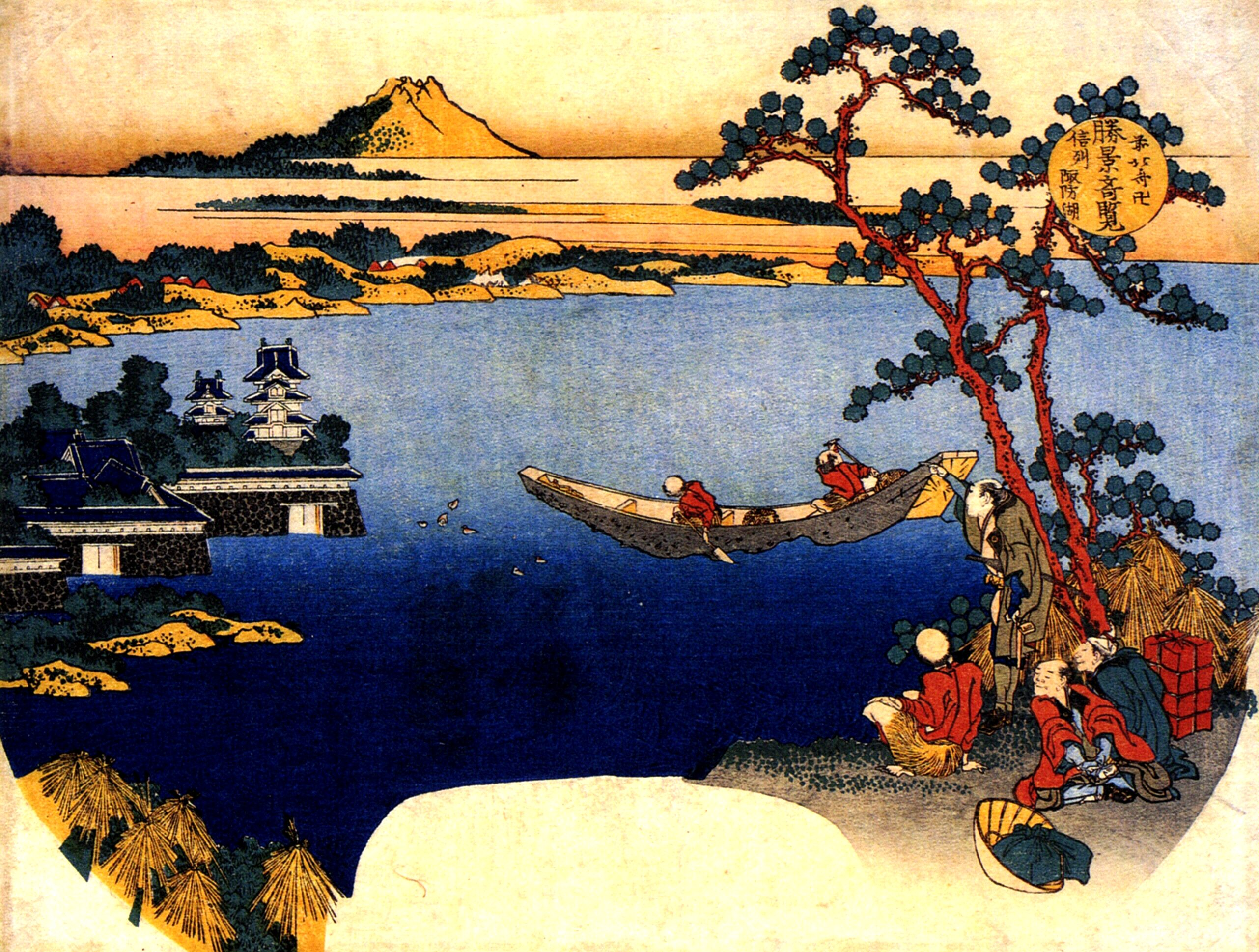
Ansicht des Suwa-Sees von Hokusai (1760–1849)
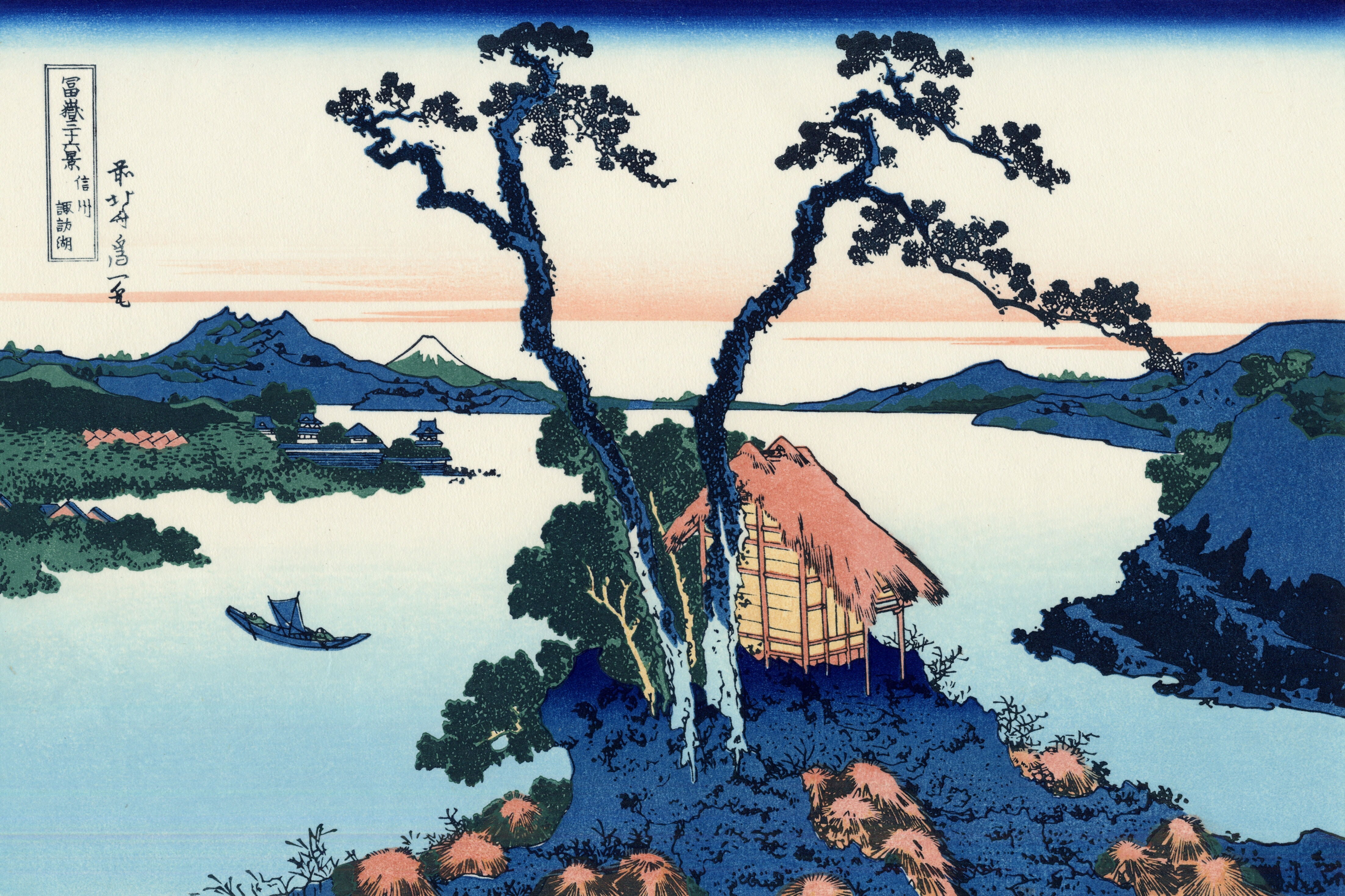
Ebenfalls von Hokusai, Teil seiner Serie 36 Ansichten des Berges Fuji
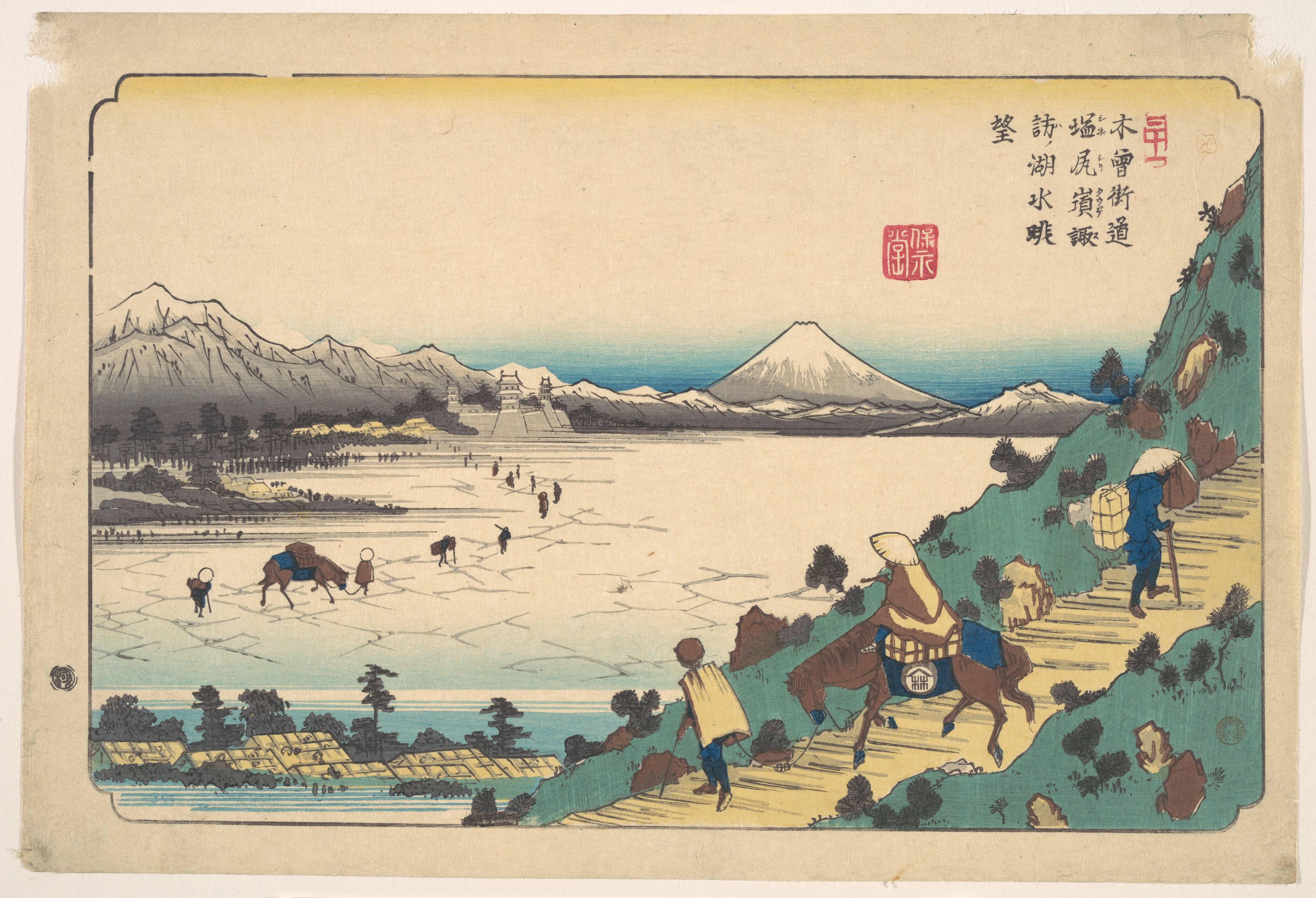
Suwa-See in der Nakasendō, Ikeda Eisen